# پاپفی‌های سبزمسی
پاپفی‌های سبزمسی (نام علمی: Haplophaedia) یک سرده کوچک از مگس‌مرغ‌ها است که به همراه اعضای سردهٔ پاپفی‌های گوهرین به عنوان پاپفی شناخته می‌شوند. آن‌ها در سطوح پایین در جنگل‌های نمناک، درختزارها و درختچه‌زارها در ارتفاعات ۱۲۰۰ تا ۳۱۰۰ متر یافت می‌شوند. در کوه‌های آند در بولیوی، پرو، اکوادور و کلمبیا دیده می‌شوند. همه گونه‌ها دارای یک نوک راست سیاه، پوشش پر سبز مسی و یک دم آبی تیره اندکی چنگالی هستند. این پاپفی‌ها دارای پاهای سفید در زمینه سبزفام و سپیدخاکستری و ران‌های نخودی مایل به رنگ سفید هستند.

## گونه‌ها
در حال حاضر سه گونه شناخته شده‌است، اگرچه پاپفی ران‌نخودی گاهی زیرگونه‌ای از پاپفی سبزفام در نظر گرفته می‌شود.